# Gewerkschaft Transport & Logistik

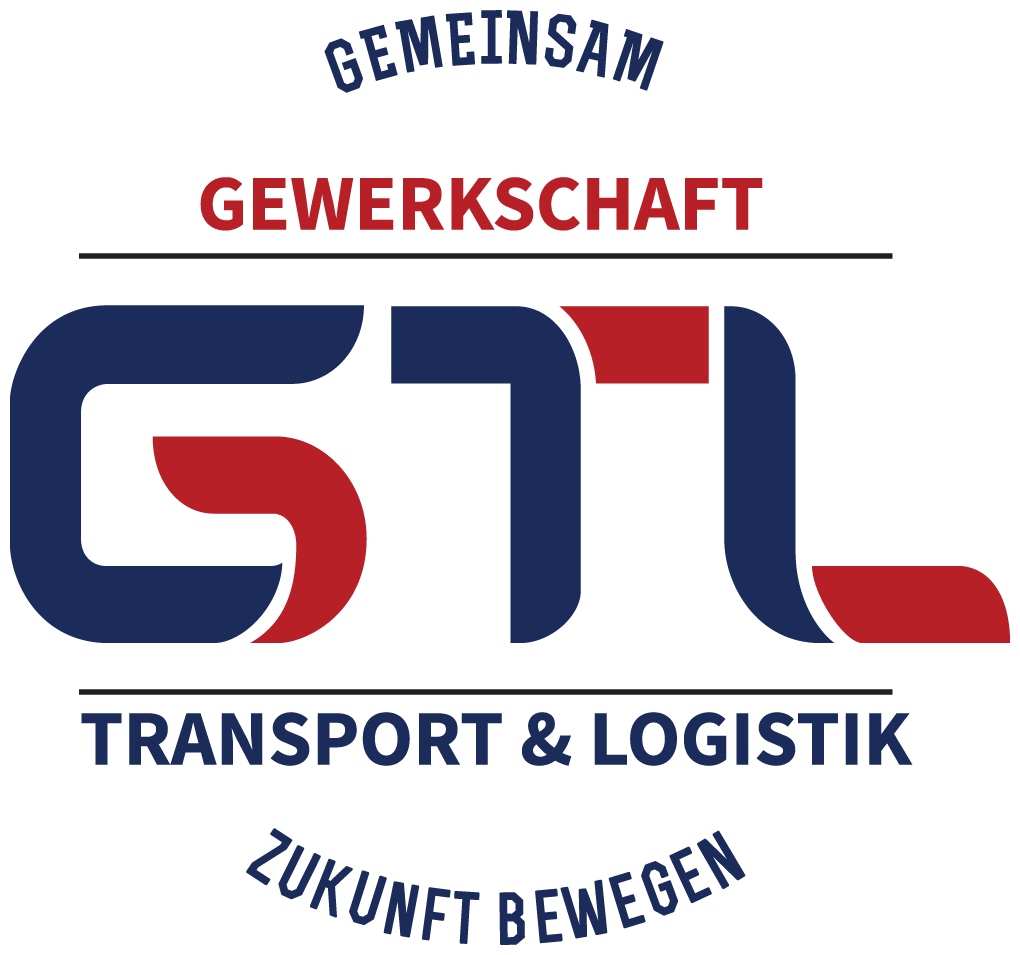
Logo der Gewerkschaft Transport & Logistik

Gewerkschaft Transport & Logistik (wcześniej Kraftfahrergewerkschaft) – niemiecki związek zawodowy zrzeszony w Christlicher Gewerkschaftsbund. Organizacja została założona 28 marca 1992 w Hanowerze, gdzie do dziś ma siedzibę.
Na zebraniu związku 18 marca 2006 w Bottrop wybrano nowy zarząd z Franzem-Xaverem Winklhoferem jako przewodniczącym.
Do organizacji mogą wstępować kierowcy przewożący towary i ludzi. Związek jest m.in. jednym ze współtwórców procedur i norm dla ruchu drogowego obowiązujących w Unii Europejskiej i w Niemczech.